# Benito Lascano
José Benito Lascano y Castillo, (Villa Salavina, provincia de Santiago del Estero, 1778 - Córdoba, 30 de julio de 1836) fue un sacerdote y político argentino, de importante actuación durante el período del primer federalismo cordobés, y de la guerra entre unitarios y federales. Fue obispo de Córdoba desde 1831 a su fallecimiento.

## Biografía
Fue cura de campaña en el departamento de Río Tercero, provincia de Córdoba, y fundó algunas misiones entre los indígenas de la zona, que fracasaron por el carácter nómade de estos. Más tarde fue rector del Colegio de Monserrat y deán de la catedral.
Se destacó como aliado del Deán Funes, que formó uno de los primeros partidos autonomistas en Córdoba. Tuvo serios problemas con el gobernador Juan Martín de Pueyrredón, que pretendía controlar las elecciones, y con el obispo Rodrigo de Orellana. La posición de Lascano fue –de todos modos– más inclinada a posturas legalistas que a la acción federal. En algún momento se vio enfrentado al partido federal de José Javier Díaz, y quedó del lado directorial.
A principios de 1817 fue nombrado diputado por Córdoba al Congreso de Tucumán, para reemplazar a los diputados federales, que se habían negado a trasladarse a Buenos Aires con el resto del Congreso. Se unió a los grupos monárquicos y votó la Constitución Argentina de 1819.
Durante el gobierno de Juan Bautista Bustos fue nombrado provisor del obispado de Córdoba y, algo más tarde, miembro y presidente de la legislatura provincial. Se hizo amigo de Facundo Quiroga por intermedio de Bustos.
Cuando el general José María Paz derrocó a Bustos, fue uno de sus más destacados opositores, y en 1831 fue nombrado rector de la Universidad. Al producirse la ocupación de la ciudad por el ejército de Quiroga, lo apoyó sin retaceos y festejó la noticia –errónea– de la victoria del jefe federal en riojano en la batalla de La Tablada. Paz ordenó su reemplazo en la Universidad y en el provisorato por Castro Barros.
El Papa Pío VIII lo nombró obispo de Comanen – un obispado ficticio – y gobernador de la Diócesis de Córdoba. Como era de esperar, recuperó los puestos perdidos a la caída del partido unitario, y fue ordenado obispo de Córdoba a fines de 1831.
A principios de 1832 se vio envuelto en un conflicto con el gobernador José Vicente Reinafé, por una sanción que había aplicado al cura de Río Tercero. Fue expulsado de la provincia en forma violenta, y terminó exiliado en Corrientes. Tras algunos meses, se trasladó a La Rioja, provincia que formaba parte de su diócesis.
Regresó a Córdoba a la caída de los Reinafé a fines de 1835, y las resoluciones en su contra fueron declaradas nulas por decreto del gobernador Manuel López. En julio de 1836 fue nombrado obispo titular de Córdoba por el Papa, pero falleció el 30 de ese mismo mes en la ciudad de Córdoba. Está sepultado en la Catedral de Nuestra Señora de la Asunción de Córdoba.